# 米利恰
50°21′11″N 25°33′23″E / 50.35306°N 25.55639°E
米利恰（烏克蘭語：Мильча），是烏克蘭的村落，位於該國西北部羅夫諾州，由杜布諾區負責管轄，面積1.58平方公里，海拔高度217米，2001年人口678，人口密度每平方公里429.1人。